# Збігнев Простак
Збігнев Простак (пол. Zbigniew Prostak, 21 листопада 1930, Перемишль — 18 вересня 2015, Перемишль) — польський письменник-фантаст.

## Біографія
Збігнев Простак народився у Перемишлі. Він закінчив офіцерську школу інженерних військ, після чого працював дорожно-мостовим техніком, матросом рибальського флоту, шахтарем на шахтах «Ванда-Ленд» і «Вєчорек», а пізніше працював лакувальником автомобілів на станції техобслуговування.
Літературну діяльність Збігнев Простак розпочав у 1974 році, коли його оповідання «Рука» (пол. Ręka) надруковане в липневому номері журналу «Młody Technik». Це оповідання зайняло друге місце на міжнародному літературному конкурсі в Софії. Простак є автором близько 30 оповідань, опублікованих у періодичних виданнях, а також у антологіях фантастичних творів. У доробку письменника також є два романи: «Планета зелених привидів» (пол. Planeta zielonych widm), в якому розповідається про контакт екіпажу земного космічного корабля з підводною іншопланетною цивілізацією після аварії земного зорельота, а також «Сплачений борг» (пол. Spłacony dług), у якому розповідається про спробу групи вчених встановити контроль над людством за допомогою іншопланетних технологій. Більшість творів письменника написані на класичні теми фантастичних творів. Частина з його творів перекладена болгарською, чеською та німецькою мовами.
В останні роки життя письменник важко хворів. Помер Збігнев Простак 18 вересня 2015 року, похований у Перемишлі.

## Твори

### Романи
- Планета зелених привидів (пол. Planeta zielonych widm, 1984)
- Сплачений борг (пол. Spłacony dług, 1984)

### Збірки
- Контакт (пол. Kontakt, 1979)